# Factiva
Фактива (англ. Factiva) — подразделение компании Dow Jones, занимающееся предоставлением доступа к деловой и аналитической информации через свои информационно-аналитические службы. В своей основе службы Factiva имеют более чем 30 тысяч первичных источников из 157 стран мира на 23 языках. Доступ в информационно-аналитические службы осуществляется через Интернет.

## История
Factiva была совместно создана крупнейшими мировыми информационными агентствами Dow Jones и Reuters в 1999 году. Первоначальное название — Dow Jones and Reuters Business Interactive. В 2006 году агентство Reuters продало свою часть компании Dow Jones and Company. В 2007 году Factiva в составе Dow Jones была приобретена медиахолдингом News Corporation, принадлежащим медиамагнату Руперту Мердоку.

## Продукты
Самыми известными информационно-аналитическими службами компании являются Factiva.com, Dow Jones Companies and Executives (ранее известная как Factiva Companies and Executives), Dow Jones Insight (ранее известная как Factiva Insight) и Dow Jones Risk and Compliance (Dow Jones Watchlist, Factiva Public Figures and Associates).

## Конкуренты
Factiva входит в т. н. «Большую тройку» наряду с Internet Securities и Lexis Nexis.